# Bogunovac
Bogunovac es un pueblo ubicado en el municipio de Medveđa, Serbia. Según el censo de 2002, el pueblo tiene una población de 89 personas.